# Neustift im Mühlkreis
Neustift im Mühlkreis – gmina w Austrii, w kraju związkowym Górna Austria, w powiecie Rohrbach. Liczy 1422 mieszkańców (1 stycznia 2015).